# Silke Grabinger

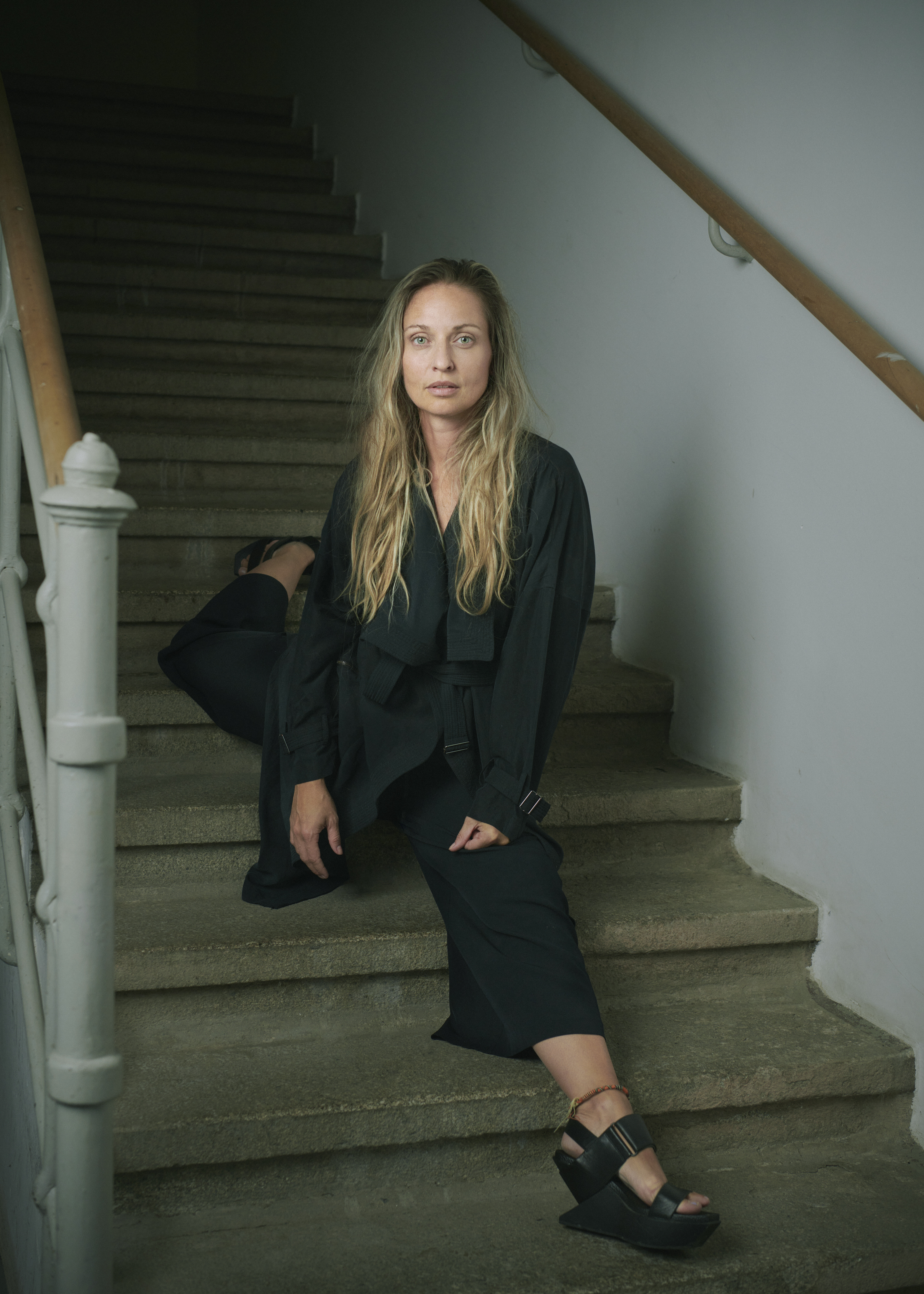
Silke Grabinger (2023)

Silke Grabinger (* 1981 in Wels, Oberösterreich) ist eine österreichische zeitgenössische Tänzerin, Choreografin und bildende Künstlerin. Sie verbindet in ihren Arbeiten und Konzepten zeitgenössischen Tanz mit performativer Kunst und Robotik.

## Leben
Silke Grabinger wuchs in Langholzfeld bei Linz auf. Anfänglicher Ballettunterricht auf Wunsch der Mutter war ihr nach eigenen Aussagen „zu langweilig“. Sie kam als Jugendliche, im Jahr 1997, erstmals mit der Tanzform Breaking in der männlich dominierten Streetdance-Szene in Berührung und gründete ein Mädchenteam unter dem Namen Female Artistics. 2001 gewannen sie den ersten Platz beim internationalen B-Girl Battle in Berlin. Solo tanzte sie unter dem Namen b-girl SILK und in wechselnden Teams international bei einer Vielzahl von Wettbewerben. 2004 gründete sie das Projekt Elements of Style und 2011 das Projekt B-Girl Circle, beide im Bereich der Hip-Hop-Kultur.
Grabinger studierte Raum- & Designstrategien an der Kunstuniversität Linz und schloss dies 2009 mit dem Bachelor ab. Sie beendete ihr Studium für Zeitbasierte Medien, ebenfalls in Linz, mit dem Master of Arts im Jahr 2019.
Grabinger war als Tänzerin und Luftakrobatin von 2006 bis 2008 Teil der Cirque-du-Soleil-Produktion Love, in der Choreografie des US-amerikanischen Choreografen Daniel Ezralow und der Kanadierin Margie Gillis.
Im Rahmen des österreichischen ImPulsTanz-Festivals zeigte sie mehrfach Performances und leitete zahlreiche Workshops, unter anderem bei Public Moves. Bei Mellow Yellow, einem inklusiven Kunstprojekt für Kinder und Jugendliche an österreichischen Schulen, ist Silke Grabinger seit vielen Jahren tätig. Sie ist Gründerin und künstlerische Leiterin der Tanzcompanies Silk Cie und seit 2012 von Silk Fluegge. 2021 eröffnete sie in Linz, in einer ehemaligen Kapelle, Kliscope, einen interdisziplinären Ort für Tanz und Kunst.

## Werk
Im Jahr 2008 entwarf die Autodidaktin Silke Grabinger ihr erstes Solotanzstück Slik mit dem Choreografen Roderich Madl von der österreichischen Compagnie Pilottanzt. Auf die Uraufführung bei der Sommerszene Salzburg wurde das Stück beim Festival Österreich tanzt in St. Pölten gezeigt sowie in Mosambik und Johannesburg. Es wurde mit dem Tanztagepreis 2009 von Linz09 und dem Posthof ausgezeichnet.
Erstmals 2011 stellte sie sich als „Versuchsperson“ fünf unterschiedlichen Choreografen zur Verfügung. Dem Tanzabend lag die Idee zugrunde, das übliche Verhältnis aus Choreografie und Tanzenden umzukehren: statt der Aufführung eines Tanzensembles unter Leitung eines Choreografen oder einer Choreografin, sollte ein Choreografieensemble eine einzige Tänzerin inszenieren. Sie wählte die Choreografin Anne Juren, sowie drei Choreografen aus: Hubert Lepka, Oleg Soulimenko und Philippe Rièra vom Künstlerkollektiv Superamas und den Kabarettisten Dirk Stermann. Es entstanden jeweils zehnminütige Stücke, deren Inhalt den übrigen Choreografierenden nicht bekannt war und die am Ende zu einem Gesamtstück unter dem Titel Versuchsperson Silke Grabinger zusammengefügt wurden.
Im Jahr 2013 führte sie das Konzept mit Benoit Lachambre, Astrid Endruweit und Michael Laub sowie dem Filmemacher Arash T. Riahi fort und dem kanadischen Choreographen Dave St-Pierre fort, nun unter dem Titel Versuchperson 2.0. Es wurde im Rahmen des Wiener Festivals für Zeitgenössischen Tanz und Performance Impulstanz uraufgeführt.
2015 entwickelte sie eine Tanznotation für Musiker und erarbeitete mit dem österreichischen Komponisten Bernhard Lang das Performancestück Monadologie XVIII ‚Moving Architecture’, welches im Austrian Cultural Forum New York uraufgeführt wurde. Das Musikstück, das konzeptionell auf der Umsetzung der Seitenansichtspläne des Austrian Cultural Forum des Architekten Raimund Abraham fußt, wurde von Grabinger in eine Tanznotation überführt, nach der sich die Tanzenden Barbara Vuzem und Matej Kubus sowie die Musiker des Ensembles Phace bewegten. Diesen Transfer von Kompositionsmodellen in bewegte Kunstformen entwickelte sie mit der Serie Compositional transfer inbodied weiter.
Seit 2018 arbeitet sie mit Robotik in Kooperation mit der Ars Electronica und Creative Robotics. So verarbeitete Grabinger in der Performance Spotshotbeuys, die unter anderem im Rahmen des Eröffnungswochenendes der Biennale in Venedig gezeigt wurde, vor dem Hintergrund von Joseph Beuys’ Stück I like America and America likes Me, das gegenwärtige Verhältnis von Mensch und Technik. Darin interagierte sie mit einem Roboterhund namens Spot, der von der Firma Boston Dynamics entwickelt und am Robotik-Institut der Johannes-Kepler-Universität Linz weiterentwickelt worden war. Die Live-Performance wurde in eine Videoinstallation überführt, die im Jahr 2024 unter anderem im Museum Francisco Carolinum in Linz in der Ausstellung Extensions of self – An Exchange of Human and Artificial Intelligence zu sehen war.
Im Tanzstück Unter_Boden aus dem Jahr 2024, das seine Uraufführung im Rahmen der Linzer TanzTage im Posthof hatte, übernahm Grabinger die Choreografie und tanzte selbst mit, zusammen mit fünf männlich gelesenen Performern der Compagnie SILK Fluegge. Darin setzte sie sich mit dem 1924 uraufgeführten historischen Tanzzyklus Gewalten des Lebens von Gertrud Bodenwieser auseinander.

## Preise und Auszeichnungen
- 2009: Tanztagepreis von Linz09 und Posthof für das Solostück Slik in der Choreografie von Roderich Madl[19]
- 2009: Staatspreis Design in der Kategorie Räumliche Gestaltung mit 30 anderen Studierenden des Studiengangs für Raum- und Designstrategien (Klasse von Elsa Prochazka) für die Ausstellungsgestaltung food & grid[20]
- 2013: Anerkennungspreis des Bühnenkunstpreises des Landes Oberösterreich[21]
- 2015: Stella15 – Darstellender.Kunst.Preis für junges Publikum in der Kategorie Herausragende Produktion für Jugendliche[22][23]
- 2015: Anerkennungspreis der Stadt Linz für interkulturelle Kinder- und Jugendintegrationsarbeit für das Projekt B-Girl Circle[24]
- 2018: Frauenpreis der Stadt Linz für das Projekt B-Girl Circle[25]
- 2023: Anerkennungspreis der Stadt Linz im Rahmen der Initiative Stadt der Vielfalt 2023 in der Kategorie Interkulturalität für das Projekt Fest der Begegnung gemeinsam mit dem Seniorenzentrum Spallerhof, dem Kindergarten und der Krabbelstube Glimpfingerstraße, der Eltern-/Mutterberatungsstelle Spallerhof, sowie dem Verein für Sozial- und Gemeinwesenprojekte[26]